# Каттанео делла Вольта, Чезаре
Чезаре Каттанео делла Вольта (итал. Cesare Cattaneo Della Volta; Генуя, 1680 — Генуя, 1756) — дож Генуэзской республики.

## Биография
Старший сын дожа Джованни Баттиста Каттанео (1691-1693) и Магдалены Джентиле, родился в Генуе в 1680 году, был крещен в церкви Сан-Торпете, в центральном районе Генуи. Первую должность получил в магистрате бедных. В период 1710-1718 годов его фигура не появляется в хрониках, возможно, он находился за границей, по личным причинам или, возможно, в качестве посланника при иностранном дворе. Вернувшись в Геную, в 1718-1719 годах он был членом магистрата масла, в 1724 году - магистрата монеты, в 1727 году был переведен на должность комиссара крепости Савона.  
Его пребывание в Савоне совпало с началом новых волнений и восстания на территориях маркизата Финале, при поддержке пьемонтцев, и в 1732 году Чезаре был переведен в столицу, в магистрат трирем. 15 января 1733 года он был направлен послом в Вену, куда прибыл 9 февраля, но ждал аудиенции до 19 марта.
Он пробыл около трех лет в Вене и в этот период столкнулся с рядом проблем, связанных с Финале и вопросом о польской войне. Чезаре стремился поддержать генуэзский нейтралитет и не допустить ухудшения отношений с Габсбургами и Францией. Чезаре также был посредником между Империей и Францией. 20 апреля 1736 года он был отозван с должности посла и вернулся в Геную.
В 1737 году он был в числе членом Верховного синдикатория, а на следующий год был избран во второй раз в качестве члена магистрата трирем и в 1743 году - государственным инквизитором.
С началом войны за австрийское наследство, в 1736 году, в отличие от большинства аристократов, бежавших из столицы от австрийской оккупации, Чезаре предпочел остаться. Изначально он был выбран вместе с четырьмя другими дворянами на роль посла-представителя Генуи при дворе Марии Терезии для представления интересов города. С началом восстания горожан Чезаре присоединился к восставшим, замаскировавшись под моряка.
Во время французского контрнаступления и осады города австрийцами Чезаре служил членом синдикатория, отвечая за восстановление городских укреплений.
6 марта 1748 года, 260 голосами из 380, Чезаре был избран новым дожем Генуи, 159-м в республиканской истории.

### Правление и последние годы
Был официально коронован 31 августа в соборе Сан-Лоренцо, церемонию провел архиепископ Генуи Джузеппе Мария Сапорити. 
Окончание военных действий и подписание Договора в Аахене позволило новому дожу заняться восстановлением города. На возвращенных территориях Финале и Корсики дож стремился к нормализации политических и общественных отношений. Он также установил 10 декабря ежегодное празднование годовщины эвакуации австрийцев из города. 
Его мандат завершился 6 марта 1750 года,  после чего продолжал служить Республике на должностях президента магистрата войны, государственного инквизитора. Только в 1754 году, из-за плохого состояния здоровья, он был вынужден навсегда покинуть общественную жизнь и посвятить себя семейному бизнесу.
Умер в Генуе 22 июля 1756 года и был похоронен в церкви Сан-Торпете. Он не оставил потомства, и его наследниками стали племянники Джованни Баттиста и Джакомо, дети уже умершего брата Николо.